# 塞西尔·怀尔德
塞西尔·怀尔德（英語：Cecil Wylde，1904年1月28日—1994年11月11日），英国男子冰球运动员，场上位置是后卫。他曾代表英国国家队参加1928年冬季奥林匹克运动会冰球比赛，获得第4名。